# Madzy Rood-de Boer
Madzy Rood-de Boer (Rotterdam, 7 oktober 1923 – Amsterdam, 21 december 2009) was een Nederlands juriste, hoogleraar en PvdA-prominente. Ze is bekend om haar werk omtrent jeugdrecht.

## Maatschappelijke loopbaan
Ze doorliep het Gymnasium Erasmianum en begon in 1943 aan een studie rechten aan de Rijksuniversiteit Leiden. Al snel werd de universiteit in de Tweede Wereldoorlog door de Duitse bezetter gesloten en hierop werkte ze enkele jaren als begeleider in de jeugdzorg. Na de oorlog maakte ze haar studie af en van 1951 tot 1968 was ze als docente Recht en burgerschapskunde onder meer verbonden aan de Sociale academie in Amsterdam. In 1962 promoveerde ze aan de Universiteit van Amsterdam bij Pitlo op het proefschrift Ouders en kinderen. Aspecten van het familierecht.
In 1971 werd Rood-de Boer aangesteld als bijzonder lector aan de Katholieke Hogeschool Tilburg, waar ze de eerste vrouwelijke hoogleraar was, voor personen-, familie- en jeugdrecht. Van 1972 tot 1983 was ze buitengewoon hoogleraar kinderrecht en de kinderbescherming aan de Universiteit Utrecht en aansluitend was Rood-de Boer daar tot haar emeritaat in 1988 buitengewoon hoogleraar jeugdrecht, de jeugdbescherming en jeugdbeleid. In 1989 nam ze afscheid in Tilburg en in 1991 stopte ze haar werkzaamheden. In 1994 was Rood-de Boer nog tijdelijk hoogleraar aan de juridische faculteit aan de Rijksuniversiteit Leiden. Ze publiceerde over familierecht, kinderbescherming en meerderjarigheidsgrenzen en maakte zich sterk voor het recht op abortus en vrijwillige euthanasie.

## Nevenfuncties
Rood-de Boer was voorzitter van Pro Juventute en Het Nederlands Vrouwencomité (1968-1973). Ze was lid van de Rooie Vrouwen en maakte deel uit van het partijbestuur van de Partij van de Arbeid (PvdA). In de campagne rond de Tweede Kamerverkiezingen 1972 werd Rood-de Boer opgenomen als minister voor Cultuur, Recreatie en Maatschappelijk Werk in het schaduwkabinet rond Joop den Uyl. Ze haakte in de kabinetsformatie van 1972-'73 af voor een ministerspost vanwege de samenwerking met de confessionele partijen. In 1973 werd ze genoemd voor het burgemeesterschap van Eindhoven. Rood-de Boer maakte deel uit van verschillende staatscommissies omtrent onderwerpen met betrekking tot het familie- en jeugdrecht.

## Persoonlijk
Ze was een dochter van journalist, schrijver en letterkundige Jan Willem de Boer (1893–1979) en letterkundige, vertaalster en schrijfster van kinderboeken Hendrika (Jet) van Strien (1895–1975, publicerend als J. de Boer-van Strien).
Ze was gehuwd met Max Rood, jurist en namens D66 minister van Binnenlandse Zaken in het derde kabinet-Van Agt. Het echtpaar kreeg twee kinderen.
- International Standard Name Identifier: 0000 0000 8001 7443
- Library of Congress Control Number: n82207392
- Nederlandse Thesaurus van Auteursnamen: 068243243
- LIBRIS: 197952
- Système universitaire de documentation: 252940504
- Virtual International Authority File: 70288514
- WorldCat: E39PBJfx8fdky4wTvPX3KrCfbd